# FKBP

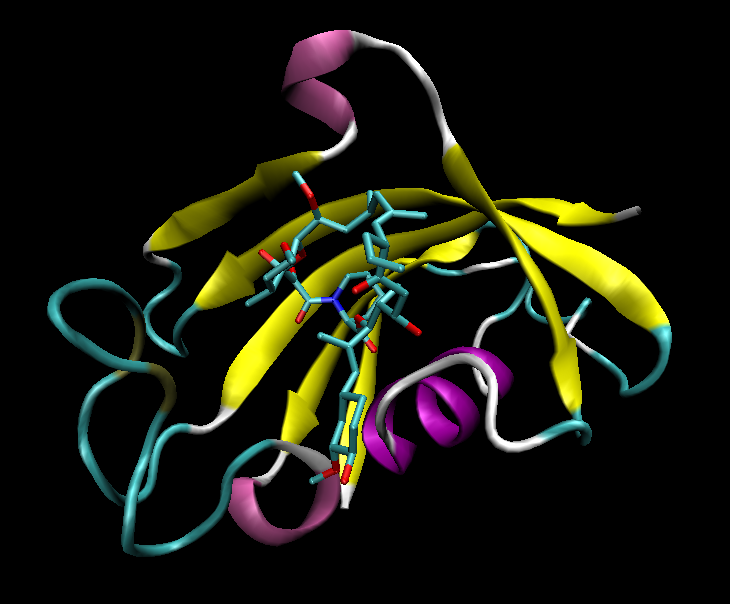
تصویری از همان پروتئین در همان موقعیت فضایی

پروتئین متصل‌شونده به FK506 (انگلیسی: FK506 binding protein) که با نام اختصاری «FKBP» شناخته می‌شود خانواده‌ای از پروتئین‌ها هستند که فعالیت پرولیل ایزومرازی دارد و به لحاظ کارکرد مشابه سیکلوفیلین‌ها هستند ولی ساختار اولیه پروتئینی متفاوتی دارند. این مولکول پروتئینیی در یوکاریوت‌ها - از مخمر تا انسان - شناسایی شده و به‌عنوان شپرون تاشدگی در پروتئین‌هایی که ریشه‌های پرولینی دارند، عمل می‌کنند.
در میان این خانوادهٔ پروتئینی، FKBP12 در انسان برای اتصالش به داروی سرکوب‌کننده ایمنی تاکرولیموس قابل توجه است که در بیماران پیوند عضو و آنهایی که مبتلا به اختلالات خودایمنی هستند، استفاده می‌شود. تاکرولیموس در مقایسه با داروی سیکلوسپورین که به سیکلوفیلین متصل می‌شود، اثر بهتری در جلوگیری از رد پیوند دارد. کمپلکس ترکیبی «FKBP-تاکرولیموس» و «سیکلوسپورین-سیکلوفیلین» یک آنزیم فسفاتاز به نام کلسینورین را مهار کرده و از ترارسانی پیام در مسیرهای پیام‌رسانی لنفوسیت‌های تی جلوگیری می‌کند. این اثر درمانی ارتباطی با فعالیت پرولیل ایزومرازی آن ندارد. عضو منحصر به فردی از خانوادهٔ FKBP به نام «FKBP25» یک FKBP هسته‌ای است که به‌طور غیر اختصاصی با دی‌ان‌ای متصل می‌شود و در ترمیم آن نقش دارد.